# Pietro Bruschi
Pietro Bruschi (Castel Gandolfo, 20 giugno 1952) è un ex canoista italiano.

## Biografia
Nato nel 1952 a Castel Gandolfo, in provincia di Roma, a 24 anni ha partecipato ai Giochi olimpici di Montréal 1976, nel C-1 500 m, dove ha chiuso 5º in batteria con il tempo di 2'16"44, uscendo poi al ripescaggio, 4º in 2'10"84 (passavano in semifinale i primi 3) e nel C-1 1000 m, nel quale ha terminato 6º in batteria con il tempo di 4'33"38, ha passato il ripescaggio con il 3º posto in 4'19"11, ma è stato eliminato in semifinale, 4º con il tempo di 4'21"88 (accedevano alla finale i primi 3).